# Two Paths
Two Paths sedmi je studijski album finskog folk metal-sastava Ensiferum. Diskografska kuća Metal Blade Records objavila ga je 15. rujna 2017. Jedini je Ensiferumov album na kojem je svirala harmonikašica Netta Skog, koja je 2016. zamijenila prethodnu klavijaturisticu Emmi Silvennoinen i koja je napustila skupinu u prosincu 2017.

## O albumu
Sastav je snimao album od ožujka do svibnja 2017. u studiju Astia-studio A u finskom gradu Lappeeranti. Radio je s producentom Anssijem Kippom, koji je također miksao i masterirao uradak.
Objavi albuma prethodila je objava triju singlova; prvi singl „For Those About to Fight for Metal” objavljen je 19. srpnja 2017., istog dana kad je sastav podijelio podatke o nadolazećem uratku. Dana 18. kolovoza 2017. objavljen je drugi singl „Way of the Warrior”, a treći singl „King of Storms” izdan je 12. rujna 2017.

## Popis pjesama
Tekstovi: Sami Hinkka. 
| 1.    | »Ajattomasta unesta«                   | Markus Toivonen              | 2:12 |
| 2.    | »For Those About to Fight for Metal«   | Hinkka, Toivonen, Netta Skog | 5:17 |
| 3.    | »Way of the Warrior«                   | Toivonen                     | 3:57 |
| 4.    | »Two Paths«                            | Toivonen                     | 4:48 |
| 5.    | »King of Storms«                       | Hinkka, Toivonen             | 5:16 |
| 6.    | »Feast with Valkyries«                 | Toivonen, Skog               | 4:08 |
| 7.    | »Don't You Say«                        | Toivonen                     | 3:39 |
| 8.    | »I Will Never Kneel«                   | Hinkka                       | 5:00 |
| 9.    | »God Is Dead«                          | Hinkka                       | 4:15 |
| 10.   | »Hail to the Victor«                   | Toivonen                     | 5:10 |
| 11.   | »Unettomaan aikaan«                    | Toivonen, Skog, Hinkka       | 2:14 |
| 12.   | »God Is Dead« (alternativna verzija)   | Hinkka                       | 3:55 |
| 13.   | »Don't You Say« (alternativna verzija) | Toivonen                     | 3:39 |
| 53:30 |                                        |                              |      |

## Recenzije
| Recenzije    | Recenzije |
| Izvor        | Ocjena    |
| ------------ | --------- |
| Metal Hammer | [ 8 ]     |
| Perun.hr     | 6/10      |
| Sputnikmusic | 2,5/5     |

Dobio je uglavnom podijeljene kritike. U osvrtu za Metal Hammer Catherine Morris dala mu je četiri zvjezdice od njih pet izjavivši da je skupina na albumu „obnovila zvuk folk metala” te da „zvuči bolje nego ikada prije”.
Maroje Ćuk dao mu je šest bodova od njih deset pišući za portal Perun.hr; pohvalio je pjesme poput „For Those About to Fight for Metal” i „King of Storms”, ali je rekao da „albumu nedostaje snage” te da „dvije stvari ne mogu izvući album i popraviti cjelokupni dojam”. Sputnikmusicov recenzent dao mu je dva i pol boda od njih pet napisavši da skupina „povremeno pokazuje napredak”, ali da je „naposljetku pošla putem osrednjosti”. Zaključio je da je uradak „[p]repun loše produkcije, nepamtljivih pjesama i promašenih čistih vokala” i da je stoga „jedan od najslabijih izdanja u diskografiji skupine”.

## Zasluge
| Ensiferum - Petri Lindroos – gitara, udaraljke, vokal, zborski vokal, aranžman - Markus Toivonen – gitara, buzuki, udaraljke, vokal, zborski vokal, aranžman - Sami Hinkka – bas-gitara, dulcimer, udaraljke, vokal, zborski vokal, aranžman - Netta Skog – harmonika, digitalna harmonika, vokal, zborski vokal, aranžman - Janne Parviainen – bubnjevi Dodatni glazbenici, aranžman - Lassi Lógren – nyckelharpa, violina - Vince Edwards – zborski vokal | Ostalo osoblje - Anssi Kippo – produkcija, snimanje, miksanje, mastering, aranžman - Mikko P. Mustonen – orkestracija, aranžman za orkestar - Gyula Havancsák – omot albuma, knjižica albuma - Ritual – logotip - Mikael Karlbom – fotografija |

## Ljestvice
| Ljestvica           | Najviša pozicija |
| ------------------- | ---------------- |
| Austrija            | 35.              |
| Belgija (Flandrija) | 152.             |
| Belgija (Valonija)  | 100.             |
| Finska              | 4.               |
| Francuska           | 128.             |
| Mađarska            | 29.              |
| Njemačka            | 9.               |
| Švicarska           | 18.              |